# La Pryor
La Pryor és una concentració de població designada pel cens dels Estats Units a l'estat de Texas. Segons el cens del 2000 tenia 1.491 habitants.

## Demografia
Segons el cens del 2000, La Pryor tenia 1.491 habitants, 462 habitatges, i 368 famílies. La densitat de població era de 214,8 habitants/km².
Dels 462 habitatges en un 45% hi vivien nens de menys de 18 anys, en un 61% hi vivien parelles casades, en un 14,5% dones solteres, i en un 20,3% no eren unitats familiars. En el 19,3% dels habitatges hi vivien persones soles l'11,3% de les quals corresponia a persones de 65 anys o més que vivien soles. El nombre mitjà de persones vivint en cada habitatge era de 3,23 i el nombre mitjà de persones que vivien en cada família era de 3,74.
Per edats la població es repartia de la següent manera: un 35,2% tenia menys de 18 anys, un 9,6% entre 18 i 24, un 25,3% entre 25 i 44, un 20,3% de 45 a 60 i un 9,7% 65 anys o més.
L'edat mediana era de 28 anys. Per cada 100 dones de 18 o més anys hi havia 90,5 homes.
La renda mediana per habitatge era de 18.385 $ i la renda mediana per família de 21.304 $. Els homes tenien una renda mediana de 19.125 $ mentre que les dones 15.125 $. La renda per capita de la població era de 10.036 $. Aproximadament el 37,4% de les famílies i el 41,2% de la població estaven per davall del llindar de pobresa.

## Poblacions més properes
El següent diagrama mostra les poblacions més properes.